# Arévalo (Uruguay)
Arévalo es una localidad uruguaya del departamento de Cerro Largo, y es sede del municipio homónimo. 

## Ubicación
La localidad se encuentra situada en la zona oeste del departamento de Cerro Largo, sobre la cuchilla del Carmen, en el cruce del camino de la cuchilla del Carmen y el camino que une el Paso Real en el arroyo Tarariras, con el Paso del Billar en el arroyo del Cordobés. Dista 44 km por carretera de Santa Clara de Olimar y 130 km de la capital departamental Melo.
Corresponde a la 9.ª sección del departamento, que incluye las localidades de Paso Pereira, Tierras Coloradas, Cuchilla del Carmen, Arévalo, Cañada Brava  y La Esperanza  Paraje Pablo Paez, estando comunicados entre sí por la ruta N.º 38.

## Población
Sobre la base de datos del censo de 2011, el municipio cuenta con una población de 272 habitantes. La densidad de la población es de 1,4 hab/km², en tanto la densidad de Cerro Largo es de 6,2 hab/km². El 47,6 % de la población del municipio es urbana, mayoritariamente tiene ascendencia étnica blanca (83,4 %), la población afro o negra representa el 16,1 % de la población.
La proporción de personas con al menos una NBI es de 56,6%, valor considerablemente superior al promedio nacional (33,8%), así como al promedio departamental (44,8%).
Los indicadores del mercado laboral del municipio presentan una situación similar al promedio departamental en las tasas de actividad y empleo, aunque estas son inferiores al promedio nacional. La tasa de desempleo por su parte, es inferior tanto a la tasa departamental como a la nacional. El municipio tiene una tasa de actividad de 57,3%, una tasa de empleo de 56,3% y una tasa de desempleo de 1,7% (2011).
| 136           | 107 | 105 | 58 | 82 | 272 |
| (Fuente: INE) |     |     |    |    |     |